# Mario Party: Island Tour
Mario Party: Island Tour är ett multiplayerspel, släppt till Nintendo 3DS.